# Baia di Quiberon
La baia di Quiberon è una baia che si trova nell'Oceano Atlantico orientale, situata sulla costa meridionale del Morbihan in Bretagna (Francia).

## Descrizione
Essa è limitata a nord dal continente e del golfo del Morbihan, ad ovest dall'omonima penisola, a sud dalla linea segnata dalla punta meridionale della penisola di Quiberon e dalle isole di Houat e di Hœdic.
La baia di Quiberon è una zona ben protetta dai venti, dai marosi e dalle onde lunghe oceaniche. La presenza di numerose destinazioni crocieristiche intorno alla baia (Belle-Île-en-Mer, il golfo del Morbihan, Houat, Hoëdic…) ha favorito il sorgere lungo le sue coste dei porti turistici di Port Haliguen, Le Crouesty, La Trinité-sur-Mer.

## Storia
Presso la baia di Quiberon si sono svolte epiche battaglie navali:
- Battaglia del Morbihan, del 56 a.C., un evento bellico della conquista della Gallia da parte di Cesare, che vide il primo scontro navale dei Romani nell'Atlantico.[1]
- Battaglia della baia di Quiberon del 20 novembre 1759 nel corso della guerra dei sette anni, che vide lo scontro fra la flotta francese, al comando di  Hubert de Brienne, conte di Conflans  e quella inglese, comandata dal barone Edward Hawke e che terminò con una schiacciante vittoria inglese.

## Vedute della baia

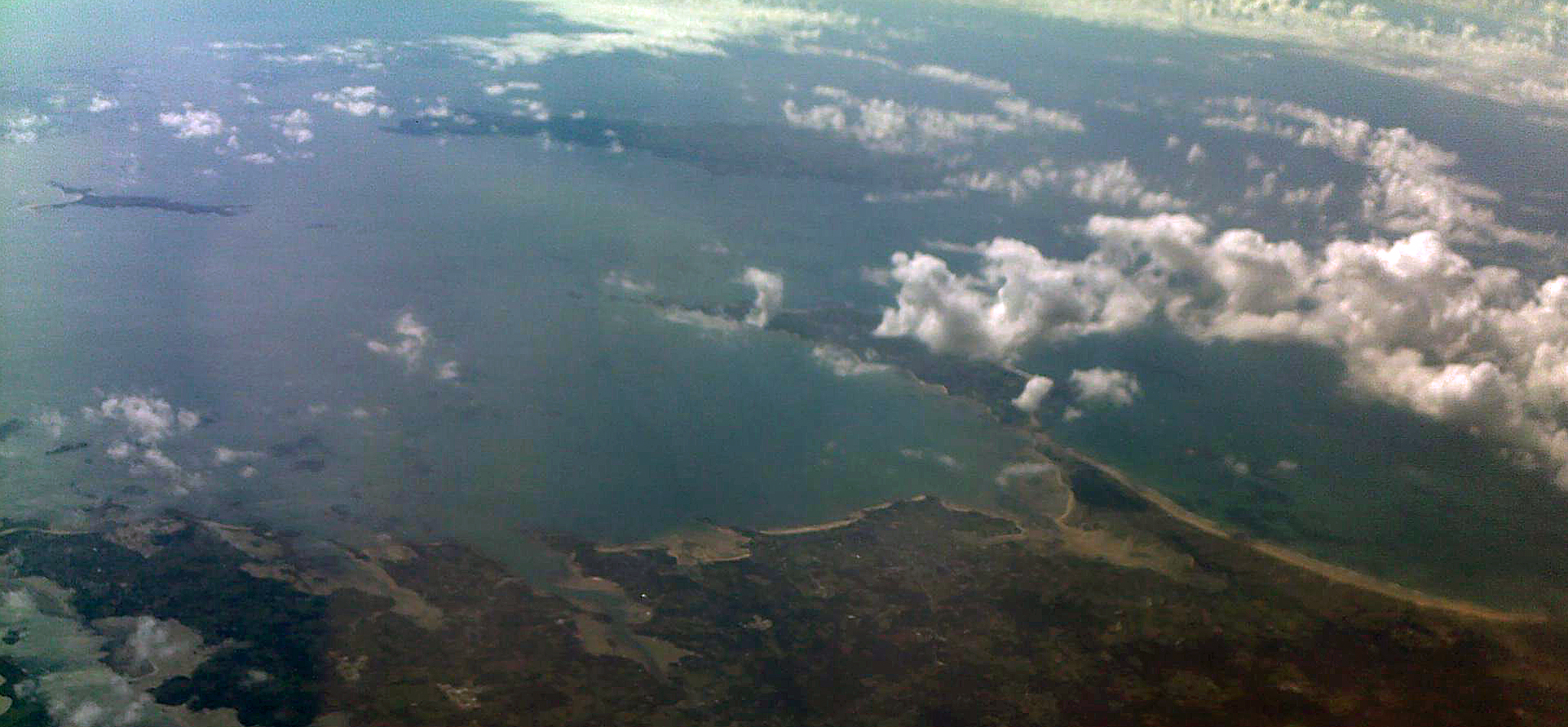
Veduta aerea della Baia di Quiberon
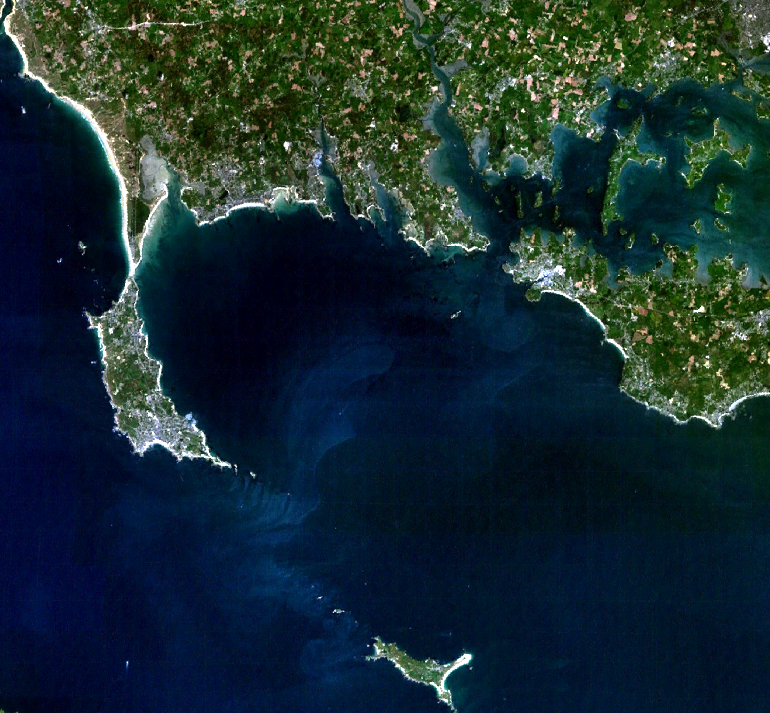
Immagine satellitare della baia di Quiberon